# Fritz Gassmann
Fritz Gassmann (Zurique, 27 de julho de 1899 — Zurique, 9 de abril de 1990) foi um matemático e geofísico suíço.
Gassmann é o epônimo da tripla de Gassmann e da equação de Gassmann. Obteve um doutorado no Instituto Federal de Tecnologia de Zurique em 1926, orientado por George Pólya e Hermann Weyl. Foi professor de geofísica no Instituto Federal de Tecnologia de Zurique.

## Publicações selecionadas
- Gassmann, Fritz (1951). Über die elastizität poröser medien. Viertel. Naturforsch. Ges. Zürich, 96, 1 – 23. (English translation available as pdf here).
- Gassmann, Fritz (1951). «Elastic waves through a packing of spheres». Geophysics. 16 (4): 673–685. Bibcode:1951Geop...16..673G. doi:10.1190/1.1437718
- Gassmann, Fritz (1926), «Bemerkungen zur vorstehenden Arbeit von Hurwitz (Über Beziehungen zwischen den Primidealen eines algebraischen Körpers und den Substitutionen seiner Gruppe)», Springer Berlin / Heidelberg, Mathematische Zeitschrift, ISSN 0025-5874, 25: 665–675, doi:10.1007/BF01283860